# Justiça Final
Justiça Final (título original: Dark Justice) é uma série de televisão americana do canal CBS, produzida entre 1991 e 1993, exibida na TV brasileira nos anos 90.

## Enredo
O personagem principal é Nicholas "Nick" Marshall, um ex-policial e ex-promotor de justiça. Ao tornar-se juiz, Marshall sofre diversas frustrações em seu trabalho de combate ao crime, e progressivamente perde sua fé no sistema legal e se torna um justiceiro após sua família ser morta. Marshall persegue criminosos que conseguem escapar de condenações através de tecnicalidades legais.

## Abertura
O texto de abertura da série em português foi um item interessante da cultura popular dos anos 90, parodiado em piadas e programas de TV. 
"Como policial perdi muitos casos devido a truques jurídicos, mas eu acreditava no sistema. Como promotor perdi muitos casos para advogados corruptos, mas eu acreditava no sistema. Como juiz eu procurei seguir a lei ao pé da letra, porque eu acreditava no sistema... até eles destruirem minha família. Daí eu parei de acreditar no sistema e passei a acreditar na Justiça."
A frase "A justiça é cega mas enxerga no escuro" era sempre usada pelo Juiz Marshall, no fim de um julgamento.

## Elenco
- Ramy Zada - Nicholas "Nick" Marshall (1ª temporada)
- Bruce Abbott - Nicholas "Nick" Marshall (1992–1993)
- Janet Gunn - Kelly Cochrane
- Dick O'Neill - Arnold "Moon" Willis
- Clayton Prince - Jericho "Gibs" Gibson
- Begoña Plaza - Catalana "Cat" Duran
- Viviane Vives - Maria Marti
- Kit Kincannon - Ken Horton
- Carrie-Anne Moss - Tara McDonald
- Elisa Heinsohn - Samantha "Sam" Collins